# Mormonia habilis
Mormonia habilis là một loài bướm đêm trong họ Noctuidae.